# Eleições autárquicas de 2021 em Oeiras
As eleições autárquicas de 2021 serviram para eleger os membros para os diferentes órgãos do poder local no Concelho de Oeiras.
Isaltino Morais, presidente em funções, foi eleito presidente da Câmara por maioria absoluta. A força política que liderou, Isaltino - Inovar Oeiras, obteve 50,86% dos votos, tendo eleito 8 dos 11 vereadores em disputa. Conseguiu também a maioria na Assembleia Municipal e a liderança de todas as juntas do Concelho.
O Partido Socialista obteve o segundo lugar, com 10,52% dos votos, mantendo um vereador, que já detinha.
O Partido Social Democrata, que concorreu coligado com o Partido da Terra, também manteve um vereador, que já detinha, e obteve 7,91% dos votos.
A Coligação Evoluir Oeiras, que juntou independentes do movimento Evoluir Oeiras, o Bloco de Esquerda, o LIVRE e o Volt Portugal, conseguiu eleger um vereador pela primeira vez no concelho ao obter 7,27% dos votos.
Por fim, a Coligação Democrática Unitária obteve 5,24% dos votos, tendo ficado sem qualquer vereador.

## Candidatos
| Lista | Lista                          | Candidato             |
| ----- | ------------------------------ | --------------------- |
|       | Isaltino - Inovar Oeiras       | Isaltino Morais       |
|       | Partido Socialista             | Fernando Curto        |
|       | PSD-MPT                        | Alexandre Poço        |
|       | CDS – Partido Popular          | Nuno Gusmão           |
|       | Coligação Democrática Unitária | André Levy            |
|       | B.E.-L-VP                      | Carla Castelo         |
|       | Pessoas–Animais–Natureza       | Pedro Fidalgo Marques |
|       | CHEGA                          | Rui Teixeira          |
|       | Iniciativa Liberal             | Bruno Mourão Martins  |
|       | PDR-A                          | Hélder Sá             |

## Resultados Oficiais
Os resultados para os diferentes órgãos do poder local no Concelho de Oeiras foram os seguintes:

#### Câmara Municipal
| Partido                 | Partido                        | Votos   | %               | +/-  | Vereadores | +/-     |
| ----------------------- | ------------------------------ | ------- | --------------- | ---- | ---------- | ------- |
|                         | Isaltino - Inovar Oeiras       | 38 776  | 50,86 / 100,00  | 9,21 | 8 / 11     | 2       |
|                         | Partido Socialista             | 8 021   | 10,52 / 100,00  | 2,90 | 1 / 11     | Estável |
|                         | PSD-MPT                        | 6 032   | 7,91 / 100,00   | -    | 1 / 11     | -       |
|                         | B.E.-L-VP                      | 5 539   | 7,27 / 100,00   | Novo | 1 / 11     | Novo    |
|                         | Coligação Democrática Unitária | 3 994   | 5,24 / 100,00   | 2,60 | 0 / 11     | 1       |
|                         | Iniciativa Liberal             | 3 084   | 4,05 / 100,00   | Novo | 0 / 11     | Novo    |
|                         | CHEGA                          | 2 827   | 3,71 / 100,00   | Novo | 0 / 11     | Novo    |
|                         | Pessoas–Animais–Natureza       | 2 249   | 2,95 / 100,00   | 0,04 | 0 / 11     | Estável |
|                         | CDS – Partido Popular          | 1 319   | 1,73 / 100,00   | -    | 0 / 11     | -       |
|                         | PDR-A                          | 423     | 0,55 / 100,00   | Novo | 0 / 11     | Novo    |
| Votos Inválidos         | Votos Inválidos                | 3 978   | 5,22 / 100,00   | 0,03 |            |         |
| Total                   | Total                          | 76 242  | 100,00 / 100,00 |      | 11 / 11    |         |
| Eleitorado/Participação | Eleitorado/Participação        | 147 343 | 51,74 / 100,00  | 4,01 |            |         |

#### Assembleia Municipal
| Partido                 | Partido                        | Votos   | %               | +/-  | Deputados | +/-     |
| ----------------------- | ------------------------------ | ------- | --------------- | ---- | --------- | ------- |
|                         | Isaltino - Inovar Oeiras       | 34 835  | 45,69 / 100,00  | 7,57 | 18 / 33   | 3       |
|                         | Partido Socialista             | 9 000   | 11,81 / 100,00  | 2,71 | 4 / 33    | 1       |
|                         | PSD-MPT                        | 6 628   | 8,69 / 100,00   | -    | 3 / 33    | -       |
|                         | B.E.-L-VP                      | 5 769   | 7,57 / 100,00   | Novo | 3 / 33    | Novo    |
|                         | Coligação Democrática Unitária | 4 558   | 5,98 / 100,00   | 2,34 | 2 / 33    | 1       |
|                         | Iniciativa Liberal             | 3 515   | 4,61 / 100,00   | Novo | 1 / 33    | Novo    |
|                         | CHEGA                          | 3 156   | 4,14 / 100,00   | Novo | 1 / 33    | Novo    |
|                         | Pessoas–Animais–Natureza       | 2 977   | 3,90 / 100,00   | 0,03 | 1 / 33    | Estável |
|                         | CDS – Partido Popular          | 1 536   | 2,01 / 100,00   | -    | 0 / 33    | -       |
|                         | PDR-A                          | 450     | 0,59 / 100,00   | Novo | 0 / 33    | Novo    |
| Votos Inválidos         | Votos Inválidos                | 3 814   | 5,01 / 100,00   | 0,21 |           |         |
| Total                   | Total                          | 76 238  | 100,00 / 100,00 |      | 33 / 33   |         |
| Eleitorado/Participação | Eleitorado/Participação        | 147 343 | 51,74 / 100,00  | 4,03 |           |         |

#### Juntas de Freguesia
| Partido                 | Partido                        | Votos   | %               | +/-  | Presidentes | +/-     | Mandatos | +/-     |
| ----------------------- | ------------------------------ | ------- | --------------- | ---- | ----------- | ------- | -------- | ------- |
|                         | Grupo de Cidadãos              | 32 627  | 42,80 / 100,00  | 8,27 | 5 / 5       | 1       | 49 / 87  | Estável |
|                         | Partido Socialista             | 10 028  | 13,15 / 100,00  | 3,07 | 0 / 5       | 1       | 12 / 87  | 7       |
|                         | PSD-MPT                        | 7 512   | 9,85 / 100,00   | -    | 0 / 5       | -       | 9 / 87   | -       |
|                         | B.E.-L-VP                      | 5 601   | 7,35 / 100,00   | Novo | 0 / 5       | Novo    | 5 / 87   | Novo    |
|                         | Coligação Democrática Unitária | 4 624   | 6,07 / 100,00   | 1,99 | 0 / 5       | Estável | 4 / 87   | 2       |
|                         | Iniciativa Liberal             | 3 447   | 4,52 / 100,00   | Novo | 0 / 5       | Novo    | 3 / 87   | Novo    |
|                         | CHEGA                          | 3 261   | 4,28 / 100,00   | Novo | 0 / 5       | Novo    | 3 / 87   | Novo    |
|                         | Pessoas–Animais–Natureza       | 3 020   | 3,96 / 100,00   | 0,09 | 0 / 5       | Estável | 2 / 87   | Estável |
|                         | CDS – Partido Popular          | 1 774   | 2,33 / 100,00   | -    | 0 / 5       | -       | 0 / 87   | -       |
|                         | PDR-A                          | 288     | 0,38 / 100,00   | Novo | 0 / 5       | Novo    | 0 / 87   | Novo    |
| Votos Inválidos         | Votos Inválidos                | 4 051   | 5,31 / 100,00   | 0,08 |             |         |          |         |
| Total                   | Total                          | 76 233  | 100,00 / 100,00 |      | 5 / 5       |         | 87 / 87  |         |
| Eleitorado/Participação | Eleitorado/Participação        | 147 343 | 51,74 / 100,00  | 4,03 |             |         |          |         |

## Resultados por Freguesia

### Câmara Municipal
| Freguesia                                      | %     | %     | %        | %         | %    | %    | %    | %    | %    | %      | Votantes |
| Freguesia                                      | INOV  | PS    | PSD- MPT | BE- L- VP | CDU  | IL   | CH   | PAN  | CDS  | PDR- A | Votantes |
| ---------------------------------------------- | ----- | ----- | -------- | --------- | ---- | ---- | ---- | ---- | ---- | ------ | -------- |
| Freguesia                                      |       |       |          |           |      |      |      |      |      |        | Votantes |
| Algés, Linda-a-Velha e Cruz Quebrada - Dafundo | 44,70 | 11,39 | 9,59     | 8,80      | 5,79 | 5,13 | 3,93 | 2,89 | 1,83 | 0,60   | 20 623   |
| Barcarena                                      | 55,01 | 11,35 | 6,99     | 4,31      | 5,49 | 3,08 | 3,97 | 2,78 | 1,66 | 0,36   | 6 680    |
| Carnaxide e Queijas                            | 49,43 | 12,23 | 7,89     | 6,54      | 5,73 | 3,93 | 3,61 | 2,96 | 1,60 | 0,49   | 15 837   |
| Oeiras e São Julião da Barra                   | 53,07 | 8,56  | 7,41     | 7,96      | 4,64 | 4,03 | 3,58 | 3,16 | 1,96 | 0,58   | 26 274   |
| Porto Salvo                                    | 60,18 | 10,68 | 5,70     | 4,54      | 4,48 | 2,05 | 3,53 | 2,46 | 0,92 | 0,66   | 6 828    |
| Oeiras                                         | 50,86 | 10,52 | 7,91     | 7,27      | 5,24 | 4,05 | 3,71 | 2,95 | 1,73 | 0,55   | 76 242   |

#### Algés, Linda-a-Velha e Cruz Quebrada - Dafundo
| Partido                 | Partido                        | Votos  | %               | +/-  |
| ----------------------- | ------------------------------ | ------ | --------------- | ---- |
|                         | Isaltino - Inovar Oeiras       | 9 219  | 44,70 / 100,00  | 7,95 |
|                         | Partido Socialista             | 2 349  | 11,39 / 100,00  | 4,01 |
|                         | PSD-MPT                        | 1 978  | 9,59 / 100,00   | -    |
|                         | B.E.-L-VP                      | 1 815  | 8,80 / 100,00   | Novo |
|                         | Coligação Democrática Unitária | 1 195  | 5,79 / 100,00   | 3,27 |
|                         | Iniciativa Liberal             | 1 057  | 5,13 / 100,00   | Novo |
|                         | CHEGA                          | 810    | 3,93 / 100,00   | Novo |
|                         | Pessoas–Animais–Natureza       | 595    | 2,89 / 100,00   | 0,35 |
|                         | CDS – Partido Popular          | 377    | 1,83 / 100,00   | -    |
|                         | PDR-A                          | 123    | 0,60 / 100,00   | Novo |
| Votos Inválidos         | Votos Inválidos                | 1 105  | 5,36 / 100,00   | 0,12 |
| Total                   | Total                          | 20 623 | 100,00 / 100,00 |      |
| Eleitorado/Participação | Eleitorado/Participação        | 41 113 | 50,16 / 100,00  | 3,17 |

#### Barcarena
| Partido                 | Partido                        | Votos  | %               | +/-   |
| ----------------------- | ------------------------------ | ------ | --------------- | ----- |
|                         | Isaltino - Inovar Oeiras       | 3 675  | 55,01 / 100,00  | 15,57 |
|                         | Partido Socialista             | 758    | 11,35 / 100,00  | 4,70  |
|                         | PSD-MPT                        | 467    | 6,99 / 100,00   | -     |
|                         | Coligação Democrática Unitária | 367    | 5,49 / 100,00   | 2,40  |
|                         | B.E.-L-VP                      | 288    | 4,31 / 100,00   | Novo  |
|                         | CHEGA                          | 265    | 3,97 / 100,00   | Novo  |
|                         | Iniciativa Liberal             | 206    | 3,08 / 100,00   | Novo  |
|                         | Pessoas–Animais–Natureza       | 186    | 2,78 / 100,00   | 0,17  |
|                         | CDS – Partido Popular          | 111    | 1,66 / 100,00   | -     |
|                         | PDR-A                          | 24     | 0,36 / 100,00   | Novo  |
| Votos Inválidos         | Votos Inválidos                | 333    | 4,98 / 100,00   | 0,37  |
| Total                   | Total                          | 6 680  | 100,00 / 100,00 |       |
| Eleitorado/Participação | Eleitorado/Participação        | 12 033 | 55,51 / 100,00  | 3,19  |

#### Carnaxide e Queijas
| Partido                 | Partido                        | Votos  | %               | +/-   |
| ----------------------- | ------------------------------ | ------ | --------------- | ----- |
|                         | Isaltino - Inovar Oeiras       | 7 829  | 49,43 / 100,00  | 10,48 |
|                         | Partido Socialista             | 1 937  | 12,23 / 100,00  | 2,68  |
|                         | PSD-MPT                        | 1 250  | 7,89 / 100,00   | -     |
|                         | B.E.-L-VP                      | 1 035  | 6,54 / 100,00   | Novo  |
|                         | Coligação Democrática Unitária | 907    | 5,73 / 100,00   | 2,19  |
|                         | Iniciativa Liberal             | 622    | 3,93 / 100,00   | Novo  |
|                         | CHEGA                          | 571    | 3,61 / 100,00   | Novo  |
|                         | Pessoas–Animais–Natureza       | 469    | 2,96 / 100,00   | 0,11  |
|                         | CDS – Partido Popular          | 254    | 1,60 / 100,00   | -     |
|                         | PDR-A                          | 78     | 0,49 / 100,00   | Novo  |
| Votos Inválidos         | Votos Inválidos                | 885    | 5,59 / 100,00   | 0,04  |
| Total                   | Total                          | 15 837 | 100,00 / 100,00 |       |
| Eleitorado/Participação | Eleitorado/Participação        | 30 630 | 51,70 / 100,00  | 6,01  |

#### Oeiras e São Julião da Barra
| Partido                 | Partido                        | Votos  | %               | +/-  |
| ----------------------- | ------------------------------ | ------ | --------------- | ---- |
|                         | Isaltino - Inovar Oeiras       | 13 944 | 53,07 / 100,00  | 6,39 |
|                         | Partido Socialista             | 2 248  | 8,56 / 100,00   | 1,35 |
|                         | B.E.-L-VP                      | 2 091  | 7,96 / 100,00   | Novo |
|                         | PSD-MPT                        | 1 948  | 7,41 / 100,00   | -    |
|                         | Coligação Democrática Unitária | 1 219  | 4,64 / 100,00   | 2,56 |
|                         | Iniciativa Liberal             | 1 059  | 4,03 / 100,00   | Novo |
|                         | CHEGA                          | 940    | 3,58 / 100,00   | Novo |
|                         | Pessoas–Animais–Natureza       | 831    | 3,16 / 100,00   | 0,26 |
|                         | CDS – Partido Popular          | 514    | 1,96 / 100,00   | -    |
|                         | PDR-A                          | 153    | 0,58 / 100,00   | Novo |
| Votos Inválidos         | Votos Inválidos                | 1 327  | 5,05 / 100,00   | 0,18 |
| Total                   | Total                          | 26 274 | 100,00 / 100,00 |      |
| Eleitorado/Participação | Eleitorado/Participação        | 50 805 | 51,72 / 100,00  | 3,78 |

#### Porto Salvo
| Partido                 | Partido                        | Votos  | %               | +/-   |
| ----------------------- | ------------------------------ | ------ | --------------- | ----- |
|                         | Isaltino - Inovar Oeiras       | 4 109  | 60,18 / 100,00  | 14,68 |
|                         | Partido Socialista             | 729    | 10,68 / 100,00  | 4,45  |
|                         | PSD-MPT                        | 389    | 5,70 / 100,00   | -     |
|                         | B.E.-L-VP                      | 310    | 4,54 / 100,00   | Novo  |
|                         | Coligação Democrática Unitária | 306    | 4,48 / 100,00   | 1,89  |
|                         | CHEGA                          | 241    | 3,53 / 100,00   | Novo  |
|                         | Pessoas–Animais–Natureza       | 168    | 2,46 / 100,00   | 0,27  |
|                         | Iniciativa Liberal             | 140    | 2,05 / 100,00   | Novo  |
|                         | CDS – Partido Popular          | 63     | 0,92 / 100,00   | -     |
|                         | PDR-A                          | 45     | 0,66 / 100,00   | Novo  |
| Votos Inválidos         | Votos Inválidos                | 328    | 4,80 / 100,00   | 1,63  |
| Total                   | Total                          | 6 828  | 100,00 / 100,00 |       |
| Eleitorado/Participação | Eleitorado/Participação        | 12 762 | 53,50 / 100,00  | 3,88  |

### Assembleia Municipal
| Freguesia                                      | %     | %     | %        | %         | %    | %    | %    | %    | %    | %      | Votantes |
| Freguesia                                      | INOV  | PS    | PSD- MPT | BE- L- VP | CDU  | IL   | CH   | PAN  | CDS  | PDR- A | Votantes |
| ---------------------------------------------- | ----- | ----- | -------- | --------- | ---- | ---- | ---- | ---- | ---- | ------ | -------- |
| Freguesia                                      |       |       |          |           |      |      |      |      |      |        | Votantes |
| Algés, Linda-a-Velha e Cruz Quebrada - Dafundo | 38,91 | 12,96 | 10,67    | 9,14      | 6,62 | 5,66 | 4,29 | 3,67 | 2,32 | 0,65   | 20 619   |
| Barcarena                                      | 49,19 | 13,15 | 7,75     | 4,66      | 6,40 | 3,52 | 4,42 | 3,87 | 1,95 | 0,43   | 6 670    |
| Carnaxide e Queijas                            | 46,33 | 12,84 | 8,39     | 6,53      | 6,18 | 4,45 | 3,94 | 3,77 | 1,65 | 0,46   | 15 848   |
| Oeiras e São Julião da Barra                   | 47,27 | 9,73  | 8,26     | 8,32      | 5,51 | 4,70 | 4,12 | 4,34 | 2,26 | 0,65   | 26 273   |
| Porto Salvo                                    | 55,18 | 12,58 | 6,02     | 5,18      | 4,99 | 2,49 | 3,95 | 3,30 | 1,03 | 0,63   | 6 828    |
| Oeiras                                         | 45,69 | 11,81 | 8,69     | 7,57      | 5,98 | 4,61 | 4,14 | 3,90 | 2,01 | 0,59   | 76 238   |

#### Algés, Linda-a-Velha e Cruz Quebrada - Dafundo
| Partido                 | Partido                        | Votos  | %               | +/-  |
| ----------------------- | ------------------------------ | ------ | --------------- | ---- |
|                         | Isaltino - Inovar Oeiras       | 8 023  | 38,91 / 100,00  | 5,35 |
|                         | Partido Socialista             | 2 673  | 12,96 / 100,00  | 3,26 |
|                         | PSD-MPT                        | 2 201  | 10,67 / 100,00  | -    |
|                         | B.E.-L-VP                      | 1 884  | 9,14 / 100,00   | Novo |
|                         | Coligação Democrática Unitária | 1 364  | 6,62 / 100,00   | 2,80 |
|                         | Iniciativa Liberal             | 1 168  | 5,66 / 100,00   | Novo |
|                         | CHEGA                          | 885    | 4,29 / 100,00   | Novo |
|                         | Pessoas–Animais–Natureza       | 757    | 3,67 / 100,00   | 0,29 |
|                         | CDS – Partido Popular          | 479    | 2,32 / 100,00   | -    |
|                         | PDR-A                          | 133    | 0,65 / 100,00   | Novo |
| Votos Inválidos         | Votos Inválidos                | 1 052  | 5,10 / 100,00   | 0,10 |
| Total                   | Total                          | 20 619 | 100,00 / 100,00 |      |
| Eleitorado/Participação | Eleitorado/Participação        | 41 113 | 50,15 / 100,00  | 3,20 |

#### Barcarena
| Partido                 | Partido                        | Votos  | %               | +/-   |
| ----------------------- | ------------------------------ | ------ | --------------- | ----- |
|                         | Isaltino - Inovar Oeiras       | 3 281  | 49,19 / 100,00  | 12,83 |
|                         | Partido Socialista             | 877    | 13,15 / 100,00  | 3,38  |
|                         | PSD-MPT                        | 517    | 7,75 / 100,00   | -     |
|                         | Coligação Democrática Unitária | 427    | 6,40 / 100,00   | 2,16  |
|                         | B.E.-L-VP                      | 311    | 4,66 / 100,00   | Novo  |
|                         | CHEGA                          | 295    | 4,42 / 100,00   | Novo  |
|                         | Pessoas–Animais–Natureza       | 258    | 3,87 / 100,00   | 0,08  |
|                         | Iniciativa Liberal             | 235    | 3,52 / 100,00   | Novo  |
|                         | CDS – Partido Popular          | 130    | 1,95 / 100,00   | -     |
|                         | PDR-A                          | 29     | 0,43 / 100,00   | Novo  |
| Votos Inválidos         | Votos Inválidos                | 310    | 4,65 / 100,00   | 0,09  |
| Total                   | Total                          | 6 670  | 100,00 / 100,00 |       |
| Eleitorado/Participação | Eleitorado/Participação        | 12 033 | 55,43 / 100,00  | 3,46  |

#### Carnaxide e Queijas
| Partido                 | Partido                        | Votos  | %               | +/-   |
| ----------------------- | ------------------------------ | ------ | --------------- | ----- |
|                         | Isaltino - Inovar Oeiras       | 7 343  | 46,33 / 100,00  | 10,31 |
|                         | Partido Socialista             | 2 035  | 12,84 / 100,00  | 2,70  |
|                         | PSD-MPT                        | 1 329  | 8,39 / 100,00   | -     |
|                         | B.E.-L-VP                      | 1 035  | 6,53 / 100,00   | Novo  |
|                         | Coligação Democrática Unitária | 979    | 6,18 / 100,00   | 2,31  |
|                         | Iniciativa Liberal             | 706    | 4,45 / 100,00   | Novo  |
|                         | CHEGA                          | 624    | 3,94 / 100,00   | Novo  |
|                         | Pessoas–Animais–Natureza       | 598    | 3,77 / 100,00   | 0,02  |
|                         | CDS – Partido Popular          | 262    | 1,65 / 100,00   | -     |
|                         | PDR-A                          | 73     | 0,46 / 100,00   | Novo  |
| Votos Inválidos         | Votos Inválidos                | 864    | 5,45 / 100,00   | 0,43  |
| Total                   | Total                          | 15 848 | 100,00 / 100,00 |       |
| Eleitorado/Participação | Eleitorado/Participação        | 30 630 | 51,74 / 100,00  | 5,96  |

#### Oeiras e São Julião da Barra
| Partido                 | Partido                        | Votos  | %               | +/-  |
| ----------------------- | ------------------------------ | ------ | --------------- | ---- |
|                         | Isaltino - Inovar Oeiras       | 12 420 | 47,27 / 100,00  | 4,26 |
|                         | Partido Socialista             | 2 556  | 9,73 / 100,00   | 0,98 |
|                         | B.E.-L-VP                      | 2 185  | 8,32 / 100,00   | Novo |
|                         | PSD-MPT                        | 2 170  | 8,26 / 100,00   | -    |
|                         | Coligação Democrática Unitária | 1 447  | 5,51 / 100,00   | 2,12 |
|                         | Iniciativa Liberal             | 1 236  | 4,70 / 100,00   | Novo |
|                         | Pessoas–Animais–Natureza       | 1 139  | 4,34 / 100,00   | 0,34 |
|                         | CHEGA                          | 1 082  | 4,12 / 100,00   | Novo |
|                         | CDS – Partido Popular          | 595    | 2,26 / 100,00   | -    |
|                         | PDR-A                          | 172    | 0,65 / 100,00   | Novo |
| Votos Inválidos         | Votos Inválidos                | 1 271  | 4,84 / 100,00   | 0,13 |
| Total                   | Total                          | 26 273 | 100,00 / 100,00 |      |
| Eleitorado/Participação | Eleitorado/Participação        | 50 805 | 51,71 / 100,00  | 3,78 |

### Juntas de Freguesia

#### Algés, Linda-a-Velha e Cruz Quebrada - Dafundo
| Partido                 | Partido                        | Votos  | %               | +/-  | Mandatos | +/-     |
| ----------------------- | ------------------------------ | ------ | --------------- | ---- | -------- | ------- |
|                         | Isaltino - Inovar Oeiras       | 7 080  | 34,33 / 100,00  | 0,70 | 9 / 21   | 1       |
|                         | Partido Socialista             | 2 890  | 14,01 / 100,00  | 2,93 | 3 / 21   | 1       |
|                         | PSD-MPT                        | 2 815  | 13,65 / 100,00  | -    | 3 / 21   | -       |
|                         | B.E.-L-VP                      | 1 840  | 8,92 / 100,00   | Novo | 2 / 21   | Novo    |
|                         | Coligação Democrática Unitária | 1 368  | 6,63 / 100,00   | 2,86 | 1 / 21   | 1       |
|                         | Iniciativa Liberal             | 1 161  | 5,63 / 100,00   | Novo | 1 / 21   | Novo    |
|                         | CHEGA                          | 898    | 4,35 / 100,00   | Novo | 1 / 21   | Novo    |
|                         | Pessoas–Animais–Natureza       | 796    | 3,86 / 100,00   | 0,60 | 1 / 21   | Estável |
|                         | CDS – Partido Popular          | 519    | 2,52 / 100,00   | -    | 0 / 21   | -       |
|                         | PDR-A                          | 130    | 0,63 / 100,00   | Novo | 0 / 21   | Novo    |
| Votos Inválidos         | Votos Inválidos                | 1 129  | 5,48 / 100,00   | 0,44 |          |         |
| Total                   | Total                          | 20 626 | 100,00 / 100,00 |      | 21 / 21  |         |
| Eleitorado/Participação | Eleitorado/Participação        | 41 113 | 50,17 / 100,00  | 3,18 |          |         |

#### Barcarena
| Partido                 | Partido                        | Votos  | %               | +/-   | Mandatos | +/-     |
| ----------------------- | ------------------------------ | ------ | --------------- | ----- | -------- | ------- |
|                         | Isaltino - Inovar Oeiras       | 3 007  | 45,03 / 100,00  | 11,16 | 9 / 13   | 4       |
|                         | Partido Socialista             | 977    | 14,63 / 100,00  | 2,69  | 2 / 13   | 1       |
|                         | PSD-MPT                        | 611    | 9,15 / 100,00   | -     | 1 / 13   | -       |
|                         | Coligação Democrática Unitária | 452    | 6,77 / 100,00   | 1,51  | 1 / 13   | Estável |
|                         | CHEGA                          | 296    | 4,43 / 100,00   | Novo  | 0 / 13   | Novo    |
|                         | B.E.-L-VP                      | 281    | 4,21 / 100,00   | Novo  | 0 / 13   | Novo    |
|                         | Pessoas–Animais–Natureza       | 258    | 3,86 / 100,00   | 0,07  | 0 / 13   | Estável |
|                         | Iniciativa Liberal             | 231    | 3,46 / 100,00   | Novo  | 0 / 13   | Novo    |
|                         | CDS – Partido Popular          | 224    | 3,35 / 100,00   | -     | 0 / 13   | -       |
| Votos Inválidos         | Votos Inválidos                | 341    | 5,10 / 100,00   | 0,13  |          |         |
| Total                   | Total                          | 6 678  | 100,00 / 100,00 |       | 13 / 13  |         |
| Eleitorado/Participação | Eleitorado/Participação        | 12 033 | 55,50 / 100,00  | 3,43  |          |         |

#### Carnaxide e Queijas
| Partido                 | Partido                        | Votos  | %               | +/-  | Mandatos | +/-     |
| ----------------------- | ------------------------------ | ------ | --------------- | ---- | -------- | ------- |
|                         | Isaltino - Inovar Oeiras       | 6 938  | 43,84 / 100,00  | 8,29 | 10 / 19  | 2       |
|                         | Partido Socialista             | 2 355  | 14,88 / 100,00  | 1,12 | 3 / 19   | 1       |
|                         | PSD-MPT                        | 1 423  | 8,99 / 100,00   | -    | 2 / 19   | -       |
|                         | B.E.-L-VP                      | 1 011  | 6,39 / 100,00   | Novo | 1 / 19   | Novo    |
|                         | Coligação Democrática Unitária | 1 010  | 6,38 / 100,00   | 1,73 | 1 / 19   | 1       |
|                         | Iniciativa Liberal             | 669    | 4,23 / 100,00   | Novo | 1 / 19   | Novo    |
|                         | CHEGA                          | 663    | 4,19 / 100,00   | Novo | 1 / 19   | Novo    |
|                         | Pessoas–Animais–Natureza       | 581    | 3,67 / 100,00   | 0,13 | 0 / 19   | Estável |
|                         | CDS – Partido Popular          | 295    | 1,86 / 100,00   | -    | 0 / 19   | -       |
| Votos Inválidos         | Votos Inválidos                | 880    | 5,56 / 100,00   | 0,11 |          |         |
| Total                   | Total                          | 15 825 | 100,00 / 100,00 |      | 19 / 19  |         |
| Eleitorado/Participação | Eleitorado/Participação        | 30 630 | 51,67 / 100,00  | 7,01 |          |         |

#### Oeiras e São Julião da Barra
| Partido                 | Partido                        | Votos  | %               | +/-  | Mandatos | +/-     |
| ----------------------- | ------------------------------ | ------ | --------------- | ---- | -------- | ------- |
|                         | Isaltino - Inovar Oeiras       | 11 831 | 45,03 / 100,00  | 2,47 | 11 / 21  | Estável |
|                         | Partido Socialista             | 2 799  | 10,65 / 100,00  | 0,19 | 2 / 21   | Estável |
|                         | PSD-MPT                        | 2 262  | 8,61 / 100,00   | -    | 2 / 21   | -       |
|                         | B.E.-L-VP                      | 2 180  | 8,30 / 100,00   | Novo | 2 / 21   | Novo    |
|                         | Coligação Democrática Unitária | 1 478  | 5,63 / 100,00   | 1,90 | 1 / 21   | Estável |
|                         | Iniciativa Liberal             | 1 213  | 4,62 / 100,00   | Novo | 1 / 21   | Novo    |
|                         | Pessoas–Animais–Natureza       | 1 181  | 4,50 / 100,00   | 0,32 | 1 / 21   | Estável |
|                         | CHEGA                          | 1 138  | 4,33 / 100,00   | Novo | 1 / 21   | Novo    |
|                         | CDS – Partido Popular          | 670    | 2,55 / 100,00   | -    | 0 / 21   | -       |
|                         | PDR-A                          | 158    | 0,60 / 100,00   | Novo | 0 / 21   | Novo    |
| Votos Inválidos         | Votos Inválidos                | 1 362  | 5,18 / 100,00   | 0,33 |          |         |
| Total                   | Total                          | 26 272 | 100,00 / 100,00 |      | 21 / 21  |         |
| Eleitorado/Participação | Eleitorado/Participação        | 50 805 | 51,71 / 100,00  | 3,79 |          |         |

#### Porto Salvo
| Partido                 | Partido                        | Votos  | %               | +/-   | Mandatos | +/-     |
| ----------------------- | ------------------------------ | ------ | --------------- | ----- | -------- | ------- |
|                         | Isaltino - Inovar Oeiras       | 3 771  | 55,20 / 100,00  | 23,25 | 10 / 13  | 5       |
|                         | Partido Socialista             | 1 007  | 14,74 / 100,00  | 20,01 | 2 / 13   | 4       |
|                         | PSD-MPT                        | 401    | 5,87 / 100,00   | -     | 1 / 13   | -       |
|                         | Coligação Democrática Unitária | 316    | 4,63 / 100,00   | 0,81  | 0 / 13   | Estável |
|                         | B.E.-L-VP                      | 289    | 4,23 / 100,00   | Novo  | 0 / 13   | Novo    |
|                         | CHEGA                          | 266    | 3,89 / 100,00   | Novo  | 0 / 13   | Novo    |
|                         | Pessoas–Animais–Natureza       | 204    | 2,99 / 100,00   | 0,01  | 0 / 13   | Estável |
|                         | Iniciativa Liberal             | 173    | 2,53 / 100,00   | Novo  | 0 / 13   | Novo    |
|                         | CDS – Partido Popular          | 66     | 0,97 / 100,00   | -     | 0 / 13   | -       |
| Votos Inválidos         | Votos Inválidos                | 339    | 4,96 / 100,00   | 1,50  |          |         |
| Total                   | Total                          | 6 832  | 100,00 / 100,00 |       | 13 / 13  |         |
| Eleitorado/Participação | Eleitorado/Participação        | 12 762 | 53,53 / 100,00  | 3,86  |          |         |

| Freguesia                                      | 2017-2021 | 2017-2021          | 2017-2021      | 2021-2025 | 2021-2025         | 2021-2025      |
| ---------------------------------------------- | --------- | ------------------ | -------------- | --------- | ----------------- | -------------- |
| Algés, Linda-a-Velha e Cruz Quebrada - Dafundo |           | Grupo de Cidadãos  | 33,63 / 100,00 |           | Grupo de Cidadãos | 34,33 / 100,00 |
| Barcarena                                      |           | Grupo de Cidadãos  | 33,87 / 100,00 |           | Grupo de Cidadãos | 45,03 / 100,00 |
| Carnaxide e Queijas                            |           | Grupo de Cidadãos  | 35,55 / 100,00 |           | Grupo de Cidadãos | 43,84 / 100,00 |
| Oeiras e São Julião da Barra                   |           | Grupo de Cidadãos  | 42,56 / 100,00 |           | Grupo de Cidadãos | 45,03 / 100,00 |
| Porto Salvo                                    |           | Partido Socialista | 34,75 / 100,00 |           | Grupo de Cidadãos | 55,20 / 100,00 |